# Torneio de Candidatos de 1974
O Torneio de Candidatos de 1974 foi a etapa final do ciclo de 1973–1975 para escolha do desafiante ao título do Campeonato Mundial de Xadrez de 1975. O torneio foi disputado nas cidades de Odessa, Leningrado, Augusta, Palma de Mallorca, San Juan e Moscou, com o formato de Sistema eliminatório com oito participantes. Anatoly Karpov venceu a competição e se habilitou a desafiar o então campeão mundial Bobby Fischer. Fischer, entretanto, acabaria se recusando a defender o título e Karpov foi declarado campeão mundial.

## Torneio de Candidatos
Boris Spassky, perdedor do match do mundial passado e Tigran Petrosian, vice-campeão do Torneio de Candidatos anterior, juntaram-se aos seis classificados dos Torneios Interzonais para jogar o Torneio de Candidatos em matches eliminatórios.

### Tabela
|  | Quartas de final | Quartas de final | Quartas de final |                  |                 | Semifinais      | Semifinais | Semifinais |  |  | Final | Final | Final |  |
|  |                  |                  |                  |                  |                 |                 |            |            |  |  |       |       |       |  |
|  | União Soviética  | Anatoly Karpov   | 5½               |                  |                 |                 |            |            |  |  |       |       |       |  |
|  | União Soviética  | Anatoly Karpov   | 5½               |                  |                 |                 |            |            |  |  |       |       |       |  |
|  | União Soviética  | Lev Polugaevsky  | 2½               |                  |                 |                 |            |            |  |  |       |       |       |  |
|  | União Soviética  | Lev Polugaevsky  | 2½               |                  | União Soviética | Anatoly Karpov  | 7          |            |  |  |       |       |       |  |
|  |                  |                  |                  |                  | União Soviética | Anatoly Karpov  | 7          |            |  |  |       |       |       |  |
|  |                  |                  | União Soviética  | Boris Spassky    | 4               |                 |            |            |  |  |       |       |       |  |
|  | União Soviética  | Boris Spassky    | União Soviética  | Boris Spassky    | 4               | 4½              |            |            |  |  |       |       |       |  |
|  | União Soviética  | Boris Spassky    |                  |                  |                 |                 |            |            |  |  |       |       |       |  |
|  | Estados Unidos   | Robert Byrne     | 3½               |                  |                 |                 |            |            |  |  |       |       |       |  |
|  | Estados Unidos   | Robert Byrne     | 3½               |                  | União Soviética | Anatoly Karpov  | 12½        |            |  |  |       |       |       |  |
|  |                  |                  |                  |                  |                 |                 |            |            |  |  |       |       |       |  |
|  |                  |                  | União Soviética  | Viktor Korchnoi  | 11½             |                 |            |            |  |  |       |       |       |  |
|  | União Soviética  | Viktor Korchnoi  | União Soviética  | Viktor Korchnoi  | 11½             | 7½              |            |            |  |  |       |       |       |  |
|  | União Soviética  | Viktor Korchnoi  |                  |                  |                 |                 |            |            |  |  |       |       |       |  |
|  | Brasil           | Henrique Mecking | 5½               |                  |                 |                 |            |            |  |  |       |       |       |  |
|  | Brasil           | Henrique Mecking | 5½               |                  | União Soviética | Viktor Korchnoi | 3½         |            |  |  |       |       |       |  |
|  |                  |                  |                  |                  | União Soviética | Viktor Korchnoi | 3½         |            |  |  |       |       |       |  |
|  |                  |                  | União Soviética  | Tigran Petrosian | 1½              |                 |            |            |  |  |       |       |       |  |
|  | União Soviética  | Tigran Petrosian | União Soviética  | Tigran Petrosian | 1½              | 7               |            |            |  |  |       |       |       |  |
|  | União Soviética  | Tigran Petrosian |                  |                  |                 |                 |            |            |  |  |       |       |       |  |
|  | Hungria          | Lajos Portisch   | 6                |                  |                 |                 |            |            |  |  |       |       |       |  |

### Matches

#### Quartas de final
O primeiro que conseguisse três vitórias venceria o match.
 Moscou, União Soviética, 16 de janeiro a 4 de fevereiro de 1974
| Jogador          | 1 | 2 | 3 | 4 | 5 | 6 | 7 | 8 | Total |
| ---------------- | - | - | - | - | - | - | - | - | ----- |
| Anatoly Karpov   | ½ | ½ | ½ | 1 | ½ | 1 | ½ | 1 | 5½    |
| Lev Polugayevsky | ½ | ½ | ½ | 0 | ½ | 0 | ½ | 0 | 2½    |

 San Juan, Porto Rico, 14 de janeiro a 29 de janeiro de 1974
| Jogador       | 1 | 2 | 3 | 4 | 5 | 6 | Total |
| ------------- | - | - | - | - | - | - | ----- |
| Boris Spassky | ½ | ½ | 1 | 1 | ½ | 1 | 4½    |
| Robert Byrne  | ½ | ½ | 0 | 0 | ½ | 0 | 1½    |

 Augusta, Estados Unidos, 16 de janeiro a 13 de fevereiro de 1974
| Jogador          | 1 | 2 | 3 | 4 | 5 | 6 | 7 | 8 | 9 | 10 | 11 | 12 | 13 | Total (Vic) |
| ---------------- | - | - | - | - | - | - | - | - | - | -- | -- | -- | -- | ----------- |
| Viktor Korchnoi  | ½ | ½ | ½ | ½ | 1 | ½ | 1 | ½ | ½ | ½  | ½  | 0  | 1  | 7½          |
| Henrique Mecking | ½ | ½ | ½ | ½ | 0 | ½ | 0 | ½ | ½ | ½  | ½  | 1  | 0  | 5½          |

 Palma de Malhorca, Espanha,  18 de janeiro a 17 de fevereiro de 1974
| Jogador          | 1 | 2 | 3 | 4 | 5 | 6 | 7 | 8 | 9 | 10 | 11 | 12 | 13 | Total |
| ---------------- | - | - | - | - | - | - | - | - | - | -- | -- | -- | -- | ----- |
| Tigran Petrosian | ½ | ½ | ½ | ½ | 1 | ½ | ½ | ½ | 1 | 0  | ½  | 0  | 1  | 7     |
| Lajos Portisch   | ½ | ½ | ½ | ½ | 0 | ½ | ½ | ½ | 0 | 1  | ½  | 1  | 0  | 6     |

#### Semifinais
O primeiro que conseguisse quatro vitórias venceria o match.
 Leningrado, União Soviética, 9 de abril a 20 de maio de 1974
| Jogador        | 1 | 2 | 3 | 4 | 5 | 6 | 7 | 8 | 9 | 10 | 11 | Total |
| -------------- | - | - | - | - | - | - | - | - | - | -- | -- | ----- |
| Anatoly Karpov | 0 | ½ | 1 | ½ | ½ | 1 | ½ | ½ | 1 | ½  | 1  | 7     |
| Boris Spassky  | 1 | ½ | 0 | ½ | ½ | 0 | ½ | ½ | 0 | ½  | 0  | 4     |

 Odessa, União Soviética, 12 de abril a 30 de abril de 1974
| Jogador          | 1 | 2 | 3 | 4 | 5 | Total |
| ---------------- | - | - | - | - | - | ----- |
| Viktor Korchnoi  | 1 | ½ | 1 | 0 | 1 | 3½    |
| Tigran Petrosian | 0 | ½ | 0 | 1 | 0 | 1½    |

Petrosian desistiu após a terceira derrota.

#### Final
O primeiro que conseguisse cinco vitórias em 24 partidas venceria o match. Se em 24 partidas ninguém vencesse cinco jogos, a maior pontuação venceria. O vencedor disputaria o match pelo título com Bobby Fischer.
 Moscou, União Soviética, 16 de setembro a 23 de novembro de 1974
| Jogador         | 1 | 2 | 3 | 4 | 5 | 6 | 7 | 8 | 9 | 10 | 11 | 12 | 13 | 14 | 15 | 16 | 17 | 18 | 19 | 20 | 21 | 22 | 23 | 24 | Total |
| --------------- | - | - | - | - | - | - | - | - | - | -- | -- | -- | -- | -- | -- | -- | -- | -- | -- | -- | -- | -- | -- | -- | ----- |
| Anatoly Karpov  | ½ | 1 | ½ | ½ | ½ | 1 | ½ | ½ | ½ | ½  | ½  | ½  | ½  | ½  | ½  | ½  | 1  | ½  | 0  | ½  | 0  | ½  | ½  | ½  | 12½   |
| Viktor Korchnoi | ½ | 0 | ½ | ½ | ½ | 0 | ½ | ½ | ½ | ½  | ½  | ½  | ½  | ½  | ½  | ½  | 0  | ½  | 1  | ½  | 1  | ½  | ½  | ½  | 11½   |